# یوخن شروپ
یوخن شروپ (انگلیسی: Jochen Schropp؛ زادهٔ ۲۲ نوامبر ۱۹۷۸) بازیگر و مجری تلویزیون اهل آلمان است. وی از سال ۲۰۰۱ میلادی تاکنون مشغول فعالیت بوده‌است.